# Harry Bernard
Harry Bernard, född 13 januari 1878 i San Francisco, död 4 november 1940 i Hollywood, var en amerikansk skådespelare. Han fick ofta spela polis.
Bernard är mest känd för sin medverkan i flera filmer med komikerduon Helan och Halvan och filmserien The Little Rascals. Han har även en liten roll i filmen Dansen går från 1936 med Fred Astaire i huvudrollen.
Bernard avled 1940 efter en längre tids sjukdom. Han efterlämnade en fru och en dotter.

## Filmografi (i urval)
- 1928 – Helan och Halvan som bildrullar
- 1929 – Leve friheten
- 1929 – Pippi i kvadrat
- 1929 – Helan och Halvan som nygifta
- 1929 – Helan och Halvan i sovkupé
- 1929 – Sjöcharmörerna
- 1929 – En lycklig dag
- 1929 – Helan och Halvan i stämning
- 1929 – Angora Love
- 1930 – Polisen ordnar allt
- 1930 – Zigenarkärlek
- 1930 – Helan och Halvan i Villa Villervallan
- 1931 – Störd husfrid
- 1931 – In igen och ut igen!
- 1932 – Två käcka sjömän
- 1933 – Värdshuset Göken
- 1933 – Prilliga patrullen
- 1933 – Följ med oss till Honolulu
- 1934 – Med spöken i lasten
- 1936 – Folkets jubel
- 1936 – Zigenarflickan
- 1936 – On the Wrong Trek
- 1936 – Dansen går
- 1936 – Bröder i kvadrat
- 1937 – Vi reser västerut
- 1940 – Skandal i Oxford
- 1940 – Raska sjömän, hallå![4]